# Bułgarski Komitet Helsiński
Bułgarski Komitet Helsiński (bułg. Български хелзинкски комитет) – bułgarska organizacja pozarządowa na rzecz ochrony praw człowieka, działająca od 1992 roku, dot. praw obywatelskich, mniejszości, politycznych, kulturalnych i społecznych; głównie koncentrująca się na obronie praw mniejszości, najbardziej narażonych grupach społecznych oraz dostępie do informacji i problemie postępowania karnego.
Wśród celów organizacji jest promowanie poszanowania i ochrony praw człowieka, lobbowanie na rzecz zmian legislacyjnych w celu dostosowania ustawodawstwa bułgarskiego zgodnie z międzynarodowymi standardami, wspieranie debaty publicznej w kwestiach praw człowieka oraz promowanie idei praw człowieka wśród ogółu społeczeństwa.
Organizacja ta powstała 14 lipca 1992 roku, a od 1993 roku jest członkiem Międzynarodowej Helsińskiej Federacji na rzecz Praw Człowieka.